# 第四次産業革命
第4次産業革命 (だいよんじさんぎょうかくめい、英: Fourth Industrial Revolution、略称: 4IR) は、18世紀の最初の産業革命以降の4番目の主要な産業時代を指す。21世紀前半にも起こるとされ、それは物理、デジタル、生物圏の間の境界を曖昧にする技術の融合によって特徴づけられる。

## 産業革命の段階

### 第一次産業革命

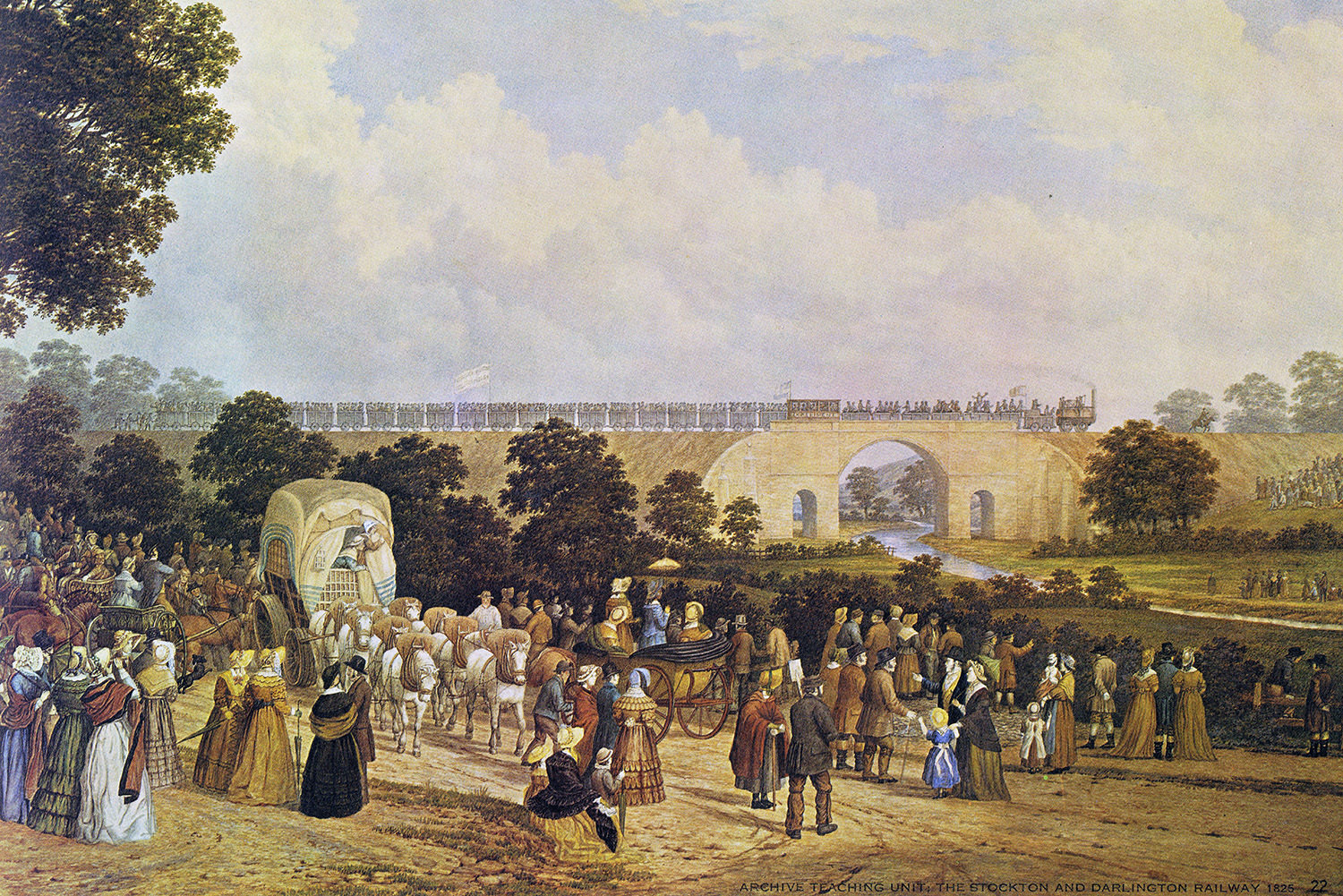
産業革命の象徴にもなった、世界最初の鉄道である、ダラム州のストックトン・アンド・ダーリントン鉄道の開業、1825年

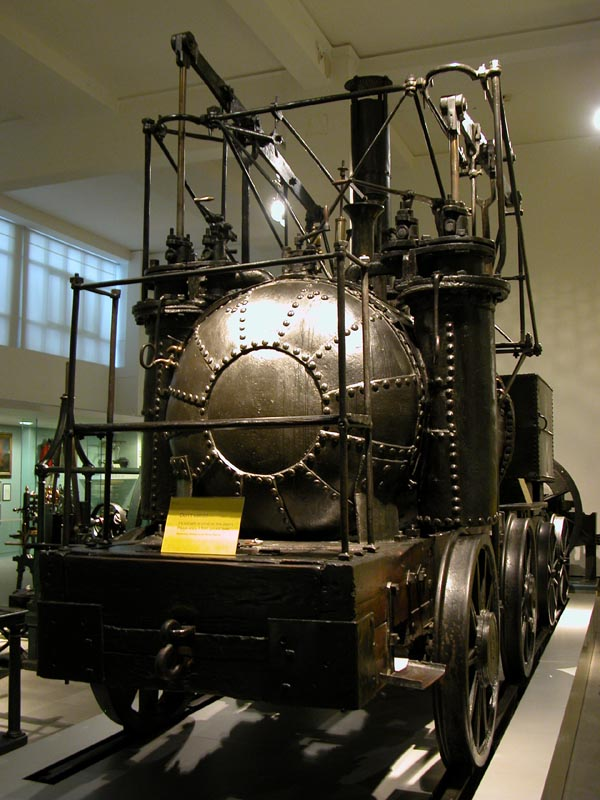
蒸気機関「パッフィンビリー」の写真(ロンドンのサイエンス・ミュージアムで撮影)

第一次産業革命はヨーロッパとアメリカで18世紀から19世紀に渡って起きた。この時期に主に農耕・地方社会の工業化・都市化が進んだ。鉄と繊維工業（軽工業）は蒸気機関の発展と共に産業革命において中心的な役割を担った。この時点では工場を中心とした機械の導入が行われた。

### 第二次産業革命
第二次産業革命は1870年から第一次世界大戦直前の1914年までの間に起きた 。既存の産業の成長に加え、鋼鉄、石油、電気などの新たな産業（重化学工業）も拡大していき、電力を使い大量生産を行った。この期間における主要な技術的進歩は電話機、電球、蓄音機、内燃機関などがある。この時点では、広範なエネルギー利活用のためのインフラが完成した。

### 第三次産業革命
第三次産業革命またはデジタル革命は、アナログ回路及び機械デバイスから今日用いているデジタル技術への技術的進歩を指す。この時代は1980年代から始まり、現在も継続中である。また、1950年代（20世紀半ば）以降の原子力エネルギーの活用も含まれることがある。
第三次産業革命における進歩は、パーソナルコンピュータ、インターネット、情報通信技術 (ICT) などがある。これらの技術革新は人間の知的作業の効率化を実現した。初期の情報技術 (IT) は知的作業の大幅な高速化に寄与したが、あくまで従来のアナログ的な道具の置き換えでしかなかった。この時点のコンピュータは極めて他律的で融通が効かず、情報システムの動作を規定するソフトウェアの殆どは、人間がルールベースでコーディングを行っていた。しかし、1つの到達点として、インターネットに常時接続されたノートパソコンやスマートフォンなどの情報機器が携帯可能になったことで、場所を選ばない協働や、人間の擬似的な能力強化が可能になった。一方で、情報通信技術への依存度が強くなり、インターネット依存症や歩きスマホなども問題になった。この革命は以前の革命と比較して極めて急速に進行した。
2010年代、第三次産業革命で十分に発達し安価になった情報通信技術を援用しながら、全世界で技術開発競争が繰り広げられた。技術規格の提唱時から大幅に進歩したWebでソフトウェアが多数公開され、誰でも簡単にソフトウェアを利用できるようになり、開発にも参入できるようになった。結果として、ソフトウェアエンジニアが人気の職業になった。その中で、人工知能などでブレークスルーが起き、産業応用が進められたことで、第四次産業革命の姿が見え始めてきた。

### 第四次産業革命

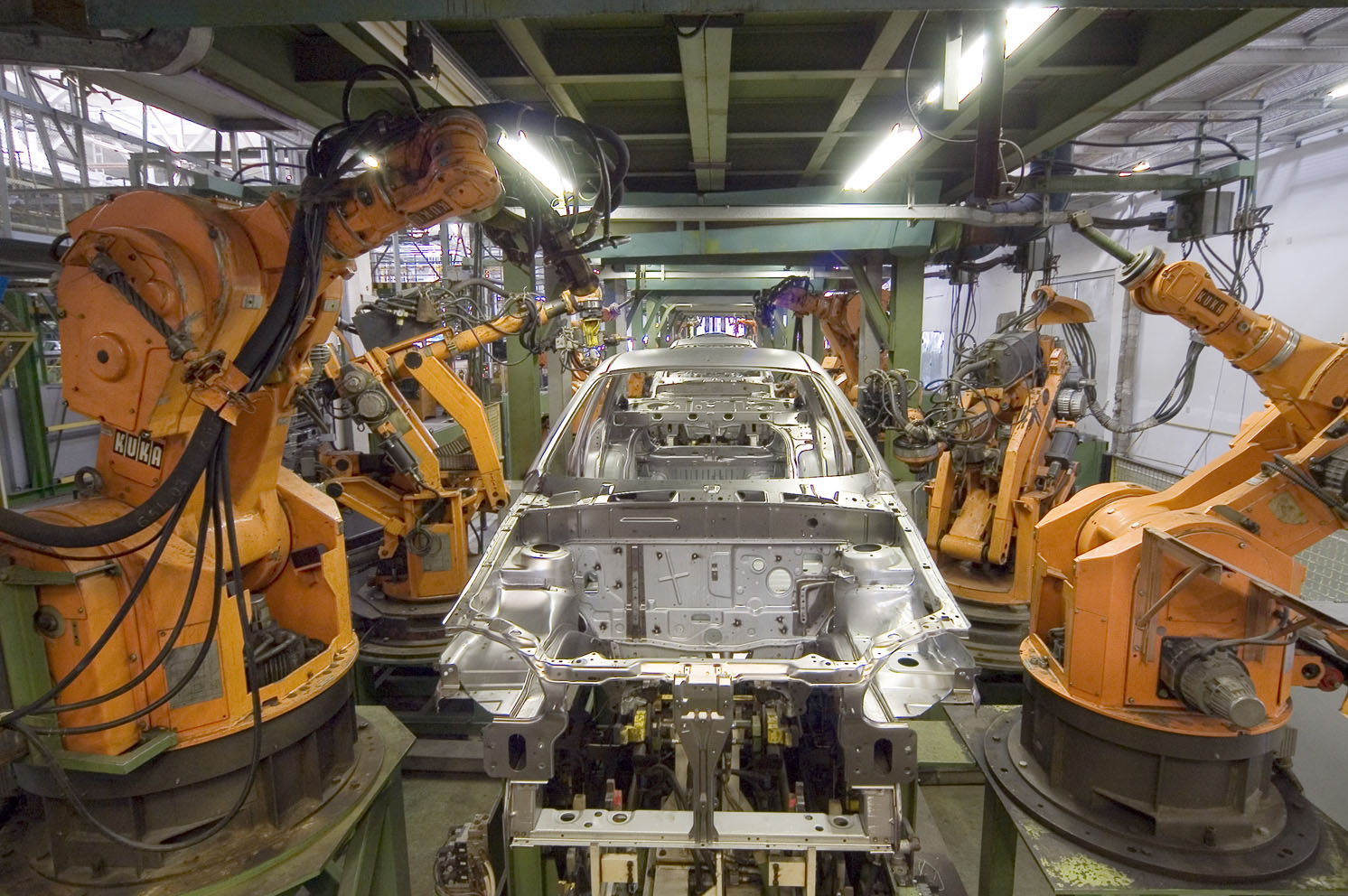
1983 Industrial Robots KUKA IR160/60, 601/60

「第四次産業革命」というフレーズは2016年の世界経済フォーラムにおいて初めて使用された。
スイスのダボスで開かれた2016年の世界経済フォーラムの年次会議では「第四次産業革命の理解 (Mastering the Fourth Industrial Revolution)」がテーマとなった。
第四次産業革命はデジタル革命を大前提としており、技術が社会内や人体内部にすら埋め込まれるようになる新たな道を表している。
Arik Segalによれば、第四次産業革命は人間のコミュニケーションと紛争の解決を改善する独特の機会を持っているという。
第四次産業革命はロボット工学、人工知能 (AI) 、ブロックチェーン（仮想通貨）、ナノテクノロジー、バイオテクノロジー（生物工学）、量子コンピュータ、モノのインターネット (IoT) 、3Dプリンター、自動運転車（スマートカー）、仮想現実、拡張現実、複合現実、プラズマなどの多岐に渡る分野においての新興の技術革新を特徴とする。
これらの技術革新は2030年代までには機械の自律性や柔軟性を極限まで高め、機械が人間にとって創造的でない仕事を肩代わり出来るようにする。それどころか、次第に生物と機械を区別できなくし（動物との意思疎通など）、最終的にはバイオテクノロジーやナノテクノロジーを用いた人体改造でポストヒューマンを生み出すことを可能にする。その時点で、人間の思考は機械の情報処理と統合され、真の意味で拡張可能になり、人類進化は次のステージに進むことになる。
第四次産業革命の究極の到達点では、人間の定義すらも覆る可能性があるが、レイ・カーツワイルによる「技術的特異点」(technological singularity) の仮説では2045年にはその状況が現れるとしている。技術的特異点以後は人間の定義が覆るため、もはや生身の人間では想像が及ばない時代となる。
世界経済フォーラムの創設者兼会長のクラウス・シュワブ教授は、自著『The Fourth Industrial Revolution』で第四次産業革命が主に技術の発展によって特徴づけられた過去の三度の産業革命とは根本的に異なると説明した。これらの技術は数十億人をウェブに繋げ続け、事業と組織の効率性を劇的に改善し、より良い資産管理を通じて自然環境の再生に役立つ大きな可能性がある。デジタル化と人工知能の経済に及ぼす影響の観点から第四次産業革命を「第二の機械時代」と関連付けたが、それに生物工学における進歩のためのより幅広い役割を加えた。
産業革命の第四の波は、破壊的な効果を伴う可能性の高いいくつかの新興技術が十分に実行された時に来ると予想されている。
そして、これらの変化の広さと深さは、生産、管理、ガバメント、ガバナンス、コンプライアンス、プロパガンダ、知的財産権の、全システムの変革を告げるものとなるであろう。

## 関連リンク
- インダストリー4.0
- ソサエティー5.0 (Society 5.0)
- 情報革命
- 脱工業化社会
- ジェネレーションα（アルファ世代）